# 高島北海

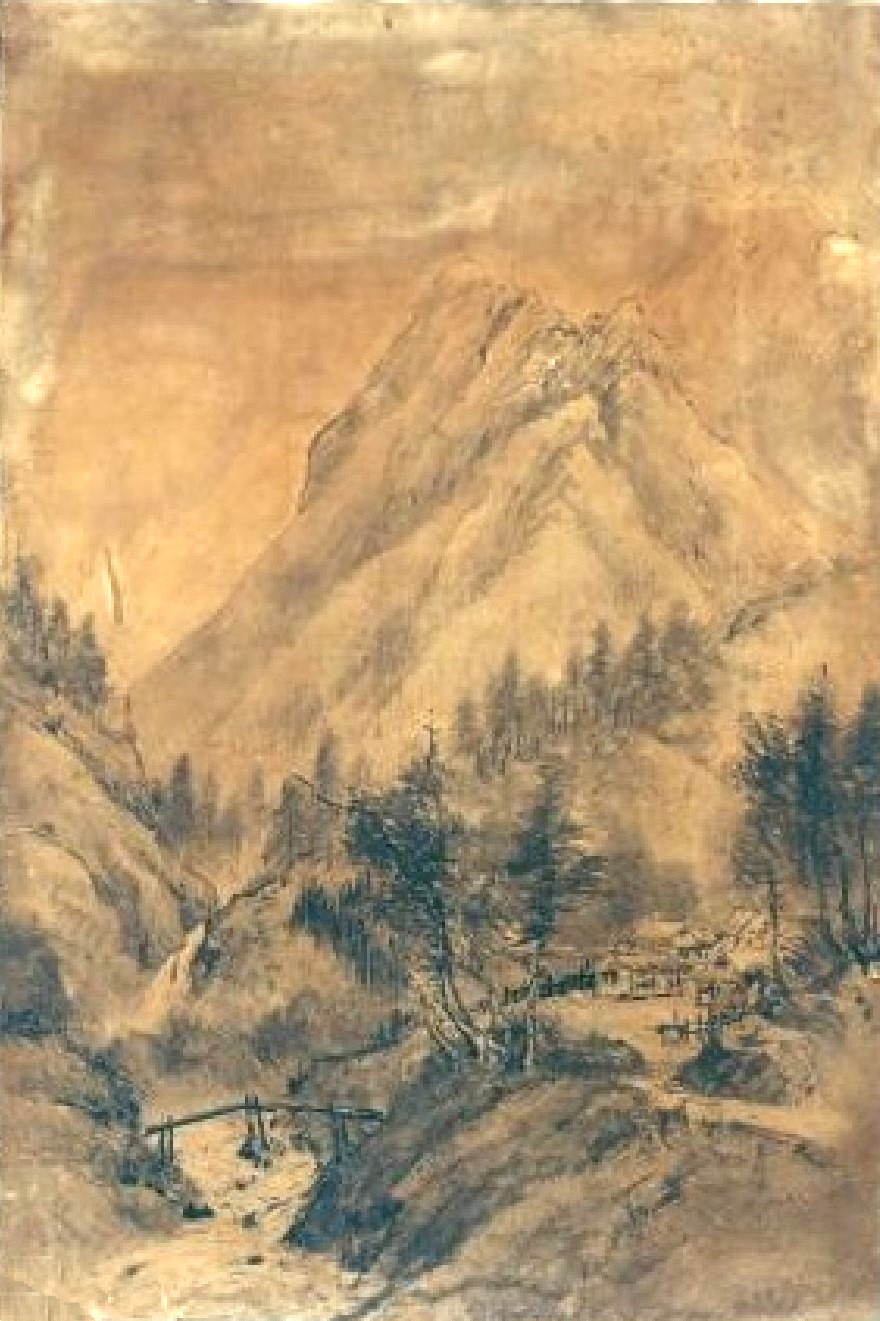
高島北海, Musée de l'École de Nancy, ナンシー

高島 北海（たかしま ほっかい、嘉永3年9月26日（1850年10月31日） - 昭和6年（1931年）1月10日）は、明治～大正期の日本画家。本名は、得三（とくぞう）。なお三女に映画女優の高島愛子がいる。
父親の手ほどきもあり、幼少の頃から絵を描くことが好きであったが後、徳山（現・山口県周南市）出身の大庭学僊（おおば がくせん）に本格的に学ぶ。明治新政府の技官としての半生の上に、植物学の深い造詣を基礎とし、南画に写生の技法を加えた清新な山岳風景画を描いた。
1990年代以降には、近代アカデミズム成立以前の先駆的な地形学者、地質学者、地理学者としての再評価が進んでいる。

## 経歴
長州阿武郡（現・山口県萩市）出身、萩藩の藩医の子（幼名：和三郎）として生まれ、学んだ明倫館では、9歳（当時）で下郷していた後の陸軍大将・乃木希典との交友もあった。
長じては、明治新政府の工部省に入省し、明治5年（1872年）から4年間（22-26歳）、兵庫県・生野銀山の鉱山学校に赴任、フランス人技師長のジャン＝フランソワ・コワニェらお雇いフランス人よりフランス語と地質学・植物学などを学ぶ。明治7年、地質図としては日本初の「山口県地質図説」「山口県地質分色図」を著す。内務省地理局・農商務省山林局に勤務を経て、明治17年（1884年）政府の命により万国森林博覧会参加要員として渡英、ヨーロッパ各地の森林視察の後、翌年フランスに行き「ナンシー水利林業学校 」に3年間在学（35～38歳）、専門の植物地誌学を研鑽する。
卒業したナンシーの学校には、高島の写った卒業写真とともに、彼が描いた植物の細密画や写生画が保存され、ナンシー派美術館には彼のレリーフ（ビュシェール作）が飾られる。また、1886年のフランス東部美術展に日本画を出品、現地の高い評価を受け、その絶賛は日本にも報道された（*別添記事）。パリ装飾美術館長の依頼でリモージュ美術館に作品を寄贈し、1887年にはフランス政府より教育功労章を授与され、100年の後になって1987年（昭和62年）、日本で開催された「ナンシー派アール･ヌーボー展」では「日本とナンシーを結んだ人物」との市長メッセージが寄せられた。
（*現地の絶賛を伝える報道記事：出自不詳）
「タカシマは花卉枝葉の美麗、即ち植物の真状を写し出すことに卓絶し、想像画家と自然画家とを兼ねるものは、日本人より他にあらざるが如し。而してこれを実行し得る者は、日本人にして森林家たるタカシマ氏、実に其の人なり･･･。」
明治21年（1888年）同校を修了、帰国する。その後、10年あまり専門の林野行政に携わりながら（明治27年山林局林制課長）、公務の合間に山岳を写生し、自修にて山水画の研究を進め、日本美術協会展に出品、明治28年『連峯紅葉』が銀杯を受賞する。47歳で公職を辞して郷里の長府（現・下関市）に隠棲するが、明治35年（1902年）52歳で再び上京、雅号を「北海」として中央画壇での活動を本格的に始める。
明治36年（1903年）にはロッキー山脈写生、翌年はセントルイス万国博覧会のために渡米、明治39年（1906年）には中国を旅行し山水画の本場を取材する。また前後して、画論『写山要訣』（36年）、画集『北海山水百種』（39年）を刊行。第40回日本美術協会展（39年）にて『秋澗暁霽』で二等賞銀杯、東京勧業博覧会（40年）に『水墨山水』で一等賞牌を受賞など、精力的な活動を行いながら、明治40年（1907年）の文展開設では旧派の正派同志会の結成に幹事として参加、翌年の第2回文展から大正6年（1917年）まで審査員を務め、その間『蜀道七盤関真景』『峭壁摩天』『朝鮮金剛山四題』などの大作を出品する。
大正12年（1923年）、関東大震災を機に長府に戻り、図画教師の傍ら、画業を続けながら長門峡など山口県の名勝地の開発や紹介に努めた。昭和5年（1930年）、東京・品川の子息の元に身を寄せ、昭和6年（1931年）没、享年80。墓所は多磨霊園(5-1-13-4)

## 栄典
- 1895年（明治28年）3月12日 - 木杯一個[4]

## 作品
| 作品名             | 技法     | 形状・員数 | 寸法（縦x横cm）   | 所有者             | 年代               | 出品展覧会 | 落款・印章 | 備考 |
| ------------------ | -------- | ---------- | ----------------- | ------------------ | ------------------ | ---------- | ---------- | ---- |
| 蜀道青橋駅瀑布図   | 絹本著色 | 1幅        | 162.6x56.1        | 泉屋博古館         | 1908年（明治41年） |            |            |      |
| 草花図屏風         | 紙本淡彩 | 六曲一双   | 172.0x490.0（各） | 泉屋博古館         | 1913年（大正2年）  | 第7回文展  |            |      |
| 峭壁摩天・断層夾波 | 絹本著色 | 双幅       | 130.0x49.0（各）  | 東京国立近代美術館 | 1915年（大正4年）  | 第9回文展  |            |      |